# Discographie de Christina Aguilera
La discographie de Christina Aguilera, auteure-compositrice-interprète américaine, se compose de neuf albums studio (dont un album de Noël), une bande originale de film, deux compilations, une cinquantaine de singles et trois EP.
Christina Aguilera connaît un succès international dès la sortie de son premier album éponyme en 1999, porté par les titres Genie in a Bottle et What a Girl Wants. Après un album en espagnol, Mi Reflejo, elle sort les albums Stripped (2002) et Back to Basics (2006), qui s'écoulent à plusieurs millions d'exemplaires.
Malgré quelques tubes en duo au début des années 2010 (Moves like Jagger avec Maroon 5, Feel This Moment avec Pitbull ou encore Say Something avec A Great Big World), ses albums suivants sont, quant à eux, des échecs commerciaux.
Elle a vendu plus de 75 millions de disques dans le monde.

## Albums

### Albums studio
| Album                            | Classements                                                            | Classements | Classements | Classements | Classements | Classements | Classements | Classements | Classements | Classements | Classements | Classements | Classements | Classements | Classements | Classements | Certifications                                                | Ventes mondiales |
| Album                            | É-U                                                                    | CAN         | R-U         | IRL         | FRA         | ESP         | ITA         | SUI         | BE/W        | BE/F        | P-B         | ALL         | AUT         | SUE         | AUS         | N-Z         | Certifications                                                | Ventes mondiales |
| -------------------------------- | ---------------------------------------------------------------------- | ----------- | ----------- | ----------- | ----------- | ----------- | ----------- | ----------- | ----------- | ----------- | ----------- | ----------- | ----------- | ----------- | ----------- | ----------- | ------------------------------------------------------------- | ---------------- |
| Christina Aguilera - Label : RCA | 1                                                                      | 1           | 14          | N/D         | 44          | 9           | 39          | 5           | -           | 19          | 21          | 13          | 15          | 60          | 21          | 5           | : 8x Platine : 6x Platine : Platine : Platine                 | 14 000 000       |
| Mi Reflejo - Label : BMG         | 27                                                                     | -           | -           | -           | -           | 12          | -           | 54          | -           | -           | -           | -           | -           | -           | -           | -           |                                                               | 2 200 000        |
| Stripped - Label : RCA           | 2                                                                      | 3           | 2           | 2           | 49          | 14          | 16          | 9           | 46          | 7           | 3           | 6           | 10          | 13          | 7           | 5           | : 5x Platine : 4x Platine : 6x Platine : Platine : 4x Platine | 12 000 000       |
| Back to Basics - Label : RCA     | 1                                                                      | 1           | 1           | 1           | 10          | 5           | 3           | 1           | 4           | 2           | 1           | 1           | 1           | 2           | 1           | 2           | : 2x Platine : 3x Platine : Platine : Or : 3x Or : 2x Platine | 5 000 000        |
| Bionic - Label : RCA             | 3                                                                      | 3           | 1           | 4           | 23          | 4           | 8           | 2           | 23          | 4           | 6           | 6           | 3           | 9           | 3           | 6           | : Or : Argent : Or                                            | 600 000          |
| Lotus - Label : RCA              | 7                                                                      | 7           | 28          | 29          | 50          | 13          | 12          | 10          | 42          | 26          | 12          | 13          | 13          | 39          | 19          | 29          | : Or : Or                                                     |                  |
| Liberation - Label : RCA         | 6                                                                      | 5           | 17          | 28          | 59          | 1           | 12          | 3           | 16          | 13          | 11          | 11          | 9           | 41          | 9           | 23          |                                                               |                  |
| Aguilera - Label : Sony          | -                                                                      | -           | -           | -           | -           | 69          | -           | -           | -           | -           | -           | -           | -           | -           | -           | -           |                                                               |                  |
|                                  | Le sigle « N/D » signifie que les classements ne sont pas disponibles. |             |             |             |             |             |             |             |             |             |             |             |             |             |             |             |                                                               |                  |

### Album de Noël
| Album                              | Classements | Classements | Classements | Classements | Classements | Classements | Classements | Classements | Classements | Classements | Classements | Classements | Classements | Classements | Classements | Classements | Certifications | Ventes mondiales |
| Album                              | É-U         | CAN         | R-U         | IRL         | FRA         | ESP         | ITA         | SUI         | BE/W        | BE/F        | P-B         | ALL         | AUT         | SUE         | AUS         | N-Z         | Certifications | Ventes mondiales |
| ---------------------------------- | ----------- | ----------- | ----------- | ----------- | ----------- | ----------- | ----------- | ----------- | ----------- | ----------- | ----------- | ----------- | ----------- | ----------- | ----------- | ----------- | -------------- | ---------------- |
| My Kind of Christmas - Label : RCA | 28          | -           | -           | -           | -           | -           | -           | -           | -           | -           | -           | -           | -           | -           | -           | -           | : Platine      | 1 400 000        |

### Bande originale de film
| Album                                            | Classements | Classements | Classements | Classements | Classements | Classements | Classements | Classements | Classements | Classements | Classements | Classements | Classements | Classements | Classements | Classements | Certifications           | Ventes mondiales |
| Album                                            | É-U         | CAN         | R-U         | IRL         | FRA         | ESP         | ITA         | SUI         | BE/W        | BE/F        | P-B         | ALL         | AUT         | SUE         | AUS         | N-Z         | Certifications           | Ventes mondiales |
| ------------------------------------------------ | ----------- | ----------- | ----------- | ----------- | ----------- | ----------- | ----------- | ----------- | ----------- | ----------- | ----------- | ----------- | ----------- | ----------- | ----------- | ----------- | ------------------------ | ---------------- |
| Burlesque (avec Cher) - Label : RCA, Screen Gems | 18          | 16          | 27          | -           | 108         | 69          | -           | 8           | -           | 86          | 78          | 12          | 5           | -           | 2           | 5           | : Or : Or : Or : Platine | 1 400 000        |

### EP
- 2003 : Justin & Christina
- 2022 : La Fuerza
- 2022 : La Tormenta

### Compilations
| Album                                                | Classements | Classements | Classements | Classements | Classements | Classements | Classements | Classements | Classements | Classements | Classements | Classements | Classements | Classements | Classements | Classements | Certifications           | Ventes mondiales |
| Album                                                | É-U         | CAN         | R-U         | IRL         | FRA         | ESP         | ITA         | SUI         | BE/W        | BE/F        | P-B         | ALL         | AUT         | SUE         | AUS         | N-Z         | Certifications           | Ventes mondiales |
| ---------------------------------------------------- | ----------- | ----------- | ----------- | ----------- | ----------- | ----------- | ----------- | ----------- | ----------- | ----------- | ----------- | ----------- | ----------- | ----------- | ----------- | ----------- | ------------------------ | ---------------- |
| Just Be Free - Label : Warlock                       | 71          | -           | -           | -           | -           | -           | -           | -           | -           | -           | -           | -           | -           | -           | -           | -           |                          |                  |
| Keeps Gettin' Better: A Decade of Hits - Label : RCA | 9           | 12          | 10          | 9           | 7           | 34          | 15          | 14          | 24          | 23          | 28          | 20          | 10          | 41          | 8           | 15          | : Or : Platine : Platine | 1 500 000        |

## Singles

### Années 1990
| Année | Single             | Classements | Classements | Classements | Classements | Classements | Classements | Classements | Classements | Classements | Classements | Classements | Classements | Classements | Classements | Classements | Classements | Album                |
| Année | Single             | É-U         | CAN         | R-U         | IRL         | FRA         | ESP         | ITA         | SUI         | BE/W        | BE/F        | P-B         | ALL         | AUT         | SUE         | AUS         | N-Z         | Album                |
| ----- | ------------------ | ----------- | ----------- | ----------- | ----------- | ----------- | ----------- | ----------- | ----------- | ----------- | ----------- | ----------- | ----------- | ----------- | ----------- | ----------- | ----------- | -------------------- |
| 1998  | Reflection         | -           | -           | -           | -           | -           | -           | -           | -           | -           | -           | -           | -           | -           | -           | -           | -           | Mulan                |
| 1999  | Genie in a Bottle  | 1           | 2           | 1           | 2           | 3           | 1           | 1           | 2           | 3           | 1           | 3           | 2           | 1           | 5           | 2           | 2           | Christina Aguilera   |
| 1999  | What a Girl Wants  | 1           | 1           | 3           | 7           | 11          | 1           | 17          | 17          | 16          | 8           | 14          | 18          | 22          | 24          | 5           | 1           | Christina Aguilera   |
| 1999  | The Christmas Song | 18          | -           | -           | -           | -           | -           | -           | -           | -           | -           | -           | -           | -           | -           | -           | -           | My Kind of Christmas |

### Années 2000
| Année | Single                                                    | Classements | Classements | Classements | Classements | Classements | Classements | Classements | Classements | Classements | Classements | Classements | Classements | Classements | Classements | Classements | Classements | Album                                  |
| Année | Single                                                    | É-U         | CAN         | R-U         | IRL         | FRA         | ESP         | ITA         | SUI         | BE/W        | BE/F        | P-B         | ALL         | AUT         | SUE         | AUS         | N-Z         | Album                                  |
| ----- | --------------------------------------------------------- | ----------- | ----------- | ----------- | ----------- | ----------- | ----------- | ----------- | ----------- | ----------- | ----------- | ----------- | ----------- | ----------- | ----------- | ----------- | ----------- | -------------------------------------- |
| 2000  | I Turn to You                                             | 3           | 7           | 19          | 17          | -           | 12          | -           | 30          | 33          | 30          | 50          | 65          | -           | 47          | 40          | 11          | Christina Aguilera                     |
| 2000  | Come On Over Baby (All I Want Is You)                     | 1           | 4           | 8           | 9           | 33          | 8           | 31          | 21          | 22          | 21          | 9           | 23          | 35          | 23          | 9           | 2           | Christina Aguilera                     |
| 2000  | Pero Me Acuerdo de Ti                                     | -           | -           | -           | -           | -           | 3           | 44          | -           | -           | -           | -           | -           | -           | -           | -           | -           | Mi Reflejo                             |
| 2001  | Nobody Wants to Be Lonely (avec Ricky Martin)             | 13          | 6           | 4           | 12          | 28          | 2           | 2           | 2           | 16          | 11          | 4           | 5           | 13          | 3           | 8           | 1           | Sound Loaded                           |
| 2001  | Lady Marmalade (avec P!nk, Mya, Lil'Kim et Missy Elliott) | 1           | 17          | 1           | 1           | 12          | 1           | 6           | 1           | 3           | 2           | 2           | 1           | 3           | 1           | 1           | 1           | Moulin Rouge!                          |
| 2001  | Falsas esperanzas                                         | -           | -           | -           | -           | -           | 15          | -           | -           | -           | -           | -           | -           | -           | -           | -           | -           | Mi Reflejo                             |
| 2002  | Dirrty (avec Redman)                                      | 48          | 5           | 1           | 1           | 98          | 3           | 8           | 3           | 8           | 4           | 2           | 4           | 5           | 6           | 4           | 20          | Stripped                               |
| 2002  | Beautiful                                                 | 2           | 1           | 1           | 1           | 27          | -           | 8           | 7           | 18          | 3           | 4           | 4           | 5           | 3           | 1           | 1           | Stripped                               |
| 2003  | Fighter                                                   | 20          | 3           | 3           | 4           | -           | 15          | 15          | 11          | 27          | 11          | 8           | 13          | 12          | 12          | 5           | 14          | Stripped                               |
| 2003  | Can't Hold Us Down (avec Lil'Kim)                         | 12          | 20          | 6           | 5           | 27          | -           | 20          | 11          | 15          | 7           | 14          | 9           | 13          | 12          | 5           | 2           | Stripped                               |
| 2003  | The Voice Within                                          | 33          | 10          | 9           | 4           | -           | -           | 19          | 3           | 40          | 14          | 8           | 13          | 7           | 10          | 8           | 16          | Stripped                               |
| 2004  | Car Wash (avec Missy Elliott)                             | 63          | -           | 4           | 5           | -           | -           | -           | 5           | 18          | 2           | 3           | 6           | 11          | 27          | 2           | 2           | Gang de requins                        |
| 2004  | Tilt Ya Head Back (avec Nelly)                            | 58          | -           | 5           | 12          | -           | -           | -           | 16          | -           | 34          | 16          | 27          | 42          | -           | 5           | 4           | Sweat                                  |
| 2006  | Somos Novios (It's Impossible) (avec Andrea Bocelli)      | -           | -           | -           | -           | -           | -           | -           | -           | -           | -           | -           | -           | -           | -           | -           | -           | Amore                                  |
| 2006  | Ain't No Other Man                                        | 6           | 4           | 2           | 3           | 26          | -           | 5           | 5           | 27          | 10          | 11          | 5           | 7           | 15          | 6           | 5           | Back to Basics                         |
| 2006  | Hurt                                                      | 19          | 28          | 11          | 6           | 3           | -           | 12          | 1           | 5           | 3           | 2           | 2           | 2           | 2           | 9           | -           | Back to Basics                         |
| 2006  | Tell Me (avec P. Diddy)                                   | 47          | -           | 8           | 8           | -           | -           | -           | 7           | 24          | 17          | 26          | 5           | 19          | -           | 13          | -           | Press Play                             |
| 2007  | Candyman                                                  | 25          | 9           | 17          | 12          | -           | -           | 8           | 11          | 13          | 11          | 13          | 11          | 14          | 24          | 2           | 2           | Back to Basics                         |
| 2007  | Slow Down Baby                                            | -           | -           | -           | -           | -           | -           | -           | -           | -           | -           | -           | -           | -           | -           | 21          | -           | Back to Basics                         |
| 2007  | Oh Mother                                                 | -           | -           | -           | -           | -           | -           | -           | 79          | -           | -           | 54          | 18          | 23          | -           | -           | -           | Back to Basics                         |
| 2008  | Keeps Gettin' Better                                      | 7           | 4           | 14          | 14          | -           | -           | 12          | 21          | -           | -           | -           | 14          | 15          | -           | 26          | 36          | Keeps Gettin' Better: A Decade of Hits |

### Années 2010
| Année | Single                                           | Classements | Classements | Classements | Classements | Classements | Classements | Classements | Classements | Classements | Classements | Classements | Classements | Classements | Classements | Classements | Classements | Album                        |
| Année | Single                                           | É-U         | CAN         | R-U         | IRL         | FRA         | ESP         | ITA         | SUI         | BE/W        | BE/F        | P-B         | ALL         | AUT         | SUE         | AUS         | N-Z         | Album                        |
| ----- | ------------------------------------------------ | ----------- | ----------- | ----------- | ----------- | ----------- | ----------- | ----------- | ----------- | ----------- | ----------- | ----------- | ----------- | ----------- | ----------- | ----------- | ----------- | ---------------------------- |
| 2010  | Not Myself Tonight                               | 23          | 11          | 12          | -           | -           | 32          | -           | 42          | -           | 24          | 32          | 24          | 26          | 34          | 22          | 32          | Bionic                       |
| 2010  | Woohoo                                           | 79          | 46          | -           | -           | -           | -           | -           | -           | -           | -           | -           | -           | -           | -           | -           | -           | Bionic                       |
| 2010  | You Lost Me                                      | -           | -           | -           | -           | -           | -           | -           | -           | -           | -           | 79          | -           | -           | -           | -           | -           | Bionic                       |
| 2010  | I Hate Boys                                      | -           | -           | -           | -           | -           | -           | -           | -           | -           | -           | -           | -           | -           | -           | -           | -           | Bionic                       |
| 2010  | Express                                          | -           | -           | 75          | -           | -           | -           | -           | 54          | -           | -           | -           | -           | -           | -           | 58          | -           | Burlesque                    |
| 2010  | Castle Walls (avec T.I.)                         | -           | 99          | -           | -           | -           | -           | -           | -           | -           | -           | -           | -           | -           | 51          | -           | -           | No Mercy                     |
| 2011  | Show Me How You Burlesque                        | 70          | 92          | -           | -           | -           | -           | -           | 26          | -           | -           | -           | 89          | -           | -           | 29          | 8           | Burlesque                    |
| 2011  | Moves like Jagger (avec Maroon 5)                | 1           | 1           | 2           | 1           | 3           | 3           | 2           | 5           | 4           | 4           | 2           | 2           | 1           | 1           | 2           | 1           | Hands All Over               |
| 2012  | Your Body                                        | 34          | 10          | 16          | 46          | 84          | 22          | 31          | 22          | -           | 44          | 65          | 29          | 19          | -           | 59          | 33          | Lotus                        |
| 2012  | Just a Fool                                      | 71          | 37          | -           | -           | -           | -           | -           | -           | -           | -           | -           | -           | -           | -           | -           | -           | Lotus                        |
| 2013  | Feel This Moment (avec Pitbull)                  | 8           | 4           | 5           | 13          | 23          | 1           | 25          | 7           | 6           | 7           | 11          | 9           | 2           | 21          | 6           | 5           | Global Warming               |
| 2013  | Hoy Tengo Ganas de Ti (avec Alejandro Fernández) | -           | -           | -           | -           | -           | 4           | -           | -           | -           | -           | -           | -           | -           | -           | -           | -           | Confidencias                 |
| 2013  | Say Something (avec A Great Big World)           | 4           | 1           | 4           | 35          | 29          | 24          | 36          | 20          | 15          | 1           | 6           | 36          | 4           | 4           | 1           | 2           | Is There Anybody Out There?  |
| 2013  | We Remain                                        | -           | -           | -           | -           | -           | -           | -           | -           | -           | -           | -           | -           | -           | -           | -           | -           | Hunger Games : L'Embrasement |
| 2016  | Change                                           | -           | -           | -           | -           | 121         | -           | -           | -           | -           | -           | -           | -           | -           | -           | -           | -           |                              |
| 2016  | Telepathy (avec Nile Rodgers)                    | -           | -           | -           | -           | 120         | -           | -           | -           | -           | -           | -           | -           | -           | -           | -           | -           | The Get Down                 |
| 2018  | Accelerate (avec Ty Dolla Sign et 2 Chainz)      | -           | -           | -           | -           | -           | -           | -           | -           | -           | -           | -           | -           | -           | -           | -           | -           | Liberation                   |
| 2018  | Fall in Line (avec Demi Lovato)                  | -           | 97          | 99          | -           | -           | -           | -           | 86          | -           | -           | -           | -           | -           | -           | -           | -           | Liberation                   |
| 2018  | Like I Do                                        | -           | -           | -           | -           | -           | -           | -           | -           | -           | -           | -           | -           | -           | -           | -           | -           | Liberation                   |
| 2019  | Haunted Heart                                    | -           | -           | -           | -           | -           | -           | -           | -           | -           | -           | -           | -           | -           | -           | -           | -           | La Famille Addams            |
| 2019  | Fall on Me (avec A Great Big World)              | -           | -           | -           | -           | -           | -           | -           | -           | -           | -           | -           | -           | -           | -           | -           | -           | Particles                    |

### Années 2020
| Année | Single               | Classements | Classements | Classements | Classements | Classements | Classements | Classements | Classements | Classements | Classements | Classements | Classements | Classements | Classements | Classements | Classements | Album    |
| Année | Single               | É-U         | CAN         | R-U         | IRL         | FRA         | ESP         | ITA         | SUI         | BE/W        | BE/F        | P-B         | ALL         | AUT         | SUE         | AUS         | N-Z         | Album    |
| ----- | -------------------- | ----------- | ----------- | ----------- | ----------- | ----------- | ----------- | ----------- | ----------- | ----------- | ----------- | ----------- | ----------- | ----------- | ----------- | ----------- | ----------- | -------- |
| 2020  | Loyal Brave True     | -           | -           | -           | -           | -           | -           | -           | -           | -           | -           | -           | -           | -           | -           | -           | -           | Mulan    |
| 2020  | Reflection           | -           | -           | -           | -           | -           | -           | -           | -           | -           | -           | -           | -           | -           | -           | -           | -           | Mulan    |
| 2021  | Pa mis muchachas     | -           | -           | -           | -           | -           | 68          | -           | -           | -           | -           | -           | -           | -           | -           | -           | -           | Aguilera |
| 2021  | Somos nada           | -           | -           | -           | -           | -           | -           | -           | -           | -           | -           | -           | -           | -           | -           | -           | -           | Aguilera |
| 2022  | Santo                | -           | -           | -           | -           | -           | 72          | -           | -           | -           | -           | -           | -           | -           | -           | -           | -           | Aguilera |
| 2022  | Suéltame             | -           | -           | -           | -           | -           | -           | -           | -           | -           | -           | -           | -           | -           | -           | -           | -           | Aguilera |
| 2022  | No es que te extrañe | -           | -           | -           | -           | -           | -           | -           | -           | -           | -           | -           | -           | -           | -           | -           | -           | Aguilera |

## Featurings et duos

### Dans les albums de Christina Aguilera

#### 2000
- Si No Te Hubiera Conocido avec Luis Fonsi
- Have Yourself a Merry Little Christmas avec Brian McKnight
- Merry Christmas Baby avec Dr John

#### 2002
- Dirrty avec Redman
- Can't Hold Us Down avec Lil'Kim

#### 2010
- Woohoo avec Nicki Minaj
- My Girls avec Peaches

#### 2012
- Just A Fool avec Blake Shelton
- Make The World Move avec Cee Lo Green

#### 2018
- Accelerate avec Ty Dolla Sign et 2 Chainz
- Fall In Line avec Demi Lovato
- Right Moves avec Keida et Shenseea
- Like I Do avec GoldLink
- Pipe avec XNDA

#### 2021
- Pa' Mis Muchachas avec Becky G, Nicki Nicole et Nathy Peluso

#### 2022
- Santo avec Ozuna
- Suéltame avec TINI
- Cuando Me Dé La Gana avec Christian Nodal

### Hors des albums de Christina Aguilera

#### 1995
- All I Wanna Do avec Keizo Nakanishi

#### 2001
- Nobody Wants to Be Lonely avec Ricky Martin
- Lady Marmalade avec P!nk, Mya, Lil'Kim et Missy Elliott
- El Ultimo Adios (The Last Goodbye) avec plusieurs artistes
- What's Going On avec plusieurs artistes

#### 2004
- Tilt Ya Head Back avec Nelly
- Car Wash avec Missy Elliott

#### 2005
- Somos Novios avec Andrea Bocelli
- A Song for You avec Herbie Hancock

#### 2006
- Tell Me avec Diddy

#### 2007
- Steppin' Out with my Baby avec Tony Bennett

#### 2008
- Live With Me avec Mick Jagger

#### 2011
- Castle Walls avec T.I.
- Moves Like Jagger avec Maroon 5

#### 2012
- The Blower's Daughter avec Chris Mann
- Baby, It's Could Outside avec Cee Lo Green
- Feel This Moment avec Pitbull

#### 2013
- Hoy Tengo Ganas De Ti avec Alejandro Fernández
- Say Something avec A Great Big World
- Do What U Want avec Lady Gaga

#### 2019
- Fall On Me avec A Great Big World

## Vidéos
| Chanson                                          | Album                                        | Sortie | Réalisateur                            |
| ------------------------------------------------ | -------------------------------------------- | ------ | -------------------------------------- |
| Reflection                                       | Mulan Soundtrack                             | 1998   | Tony Bancroft                          |
| Genie in a Bottle / Genio Atrapado               | Christina Aguilera                           | 1999   | Diane Martel                           |
| What a Girl Wants                                | Christina Aguilera                           | 1999   | Diane Martel                           |
| I Turn to You / Por siempre tu                   | Christina Aguilera                           | 2000   | Joseph Kahn                            |
| Come on Over Baby / Ven Conmigo                  | Christina Aguilera                           | 2000   | Paul Hunter                            |
| The Christmas Song                               | My Kind of Christmas                         | 2000   | Doug Biro & Clare Davies               |
| Christmas Time                                   | My Kind of Christmas                         | 2000   | Lawrence Jordan                        |
| Pero Me Acuerdo De Ti                            | Mi Reflejo                                   | 2000   | Kevin G. Bray                          |
| Falsas esperanzas                                | Mi Reflejo                                   | 2001   | Lawrence Jordan                        |
| Nobody Wants to Be Lonely                        | Sound Loaded                                 | 2001   | Wayne Isham                            |
| What's Going On?                                 | All Star Tribute - What's Going On?          | 2001   | Jake Scoot                             |
| El Ultimo adiós (The Last Goodbye)               | El Ultimo adiós (The Last Goodbye)           | 2001   | Jake Scoot                             |
| Lady Marmalade                                   | Moulin Rouge! Music from Baz Luhrmann's Film | 2001   | Paul Hunter                            |
| Dirrty                                           | Stripped                                     | 2002   | David LaChapelle                       |
| Beautiful                                        | Stripped                                     | 2002   | Jonas Akerlund                         |
| Fighter                                          | Stripped                                     | 2003   | Floria Sigismondi                      |
| Can't Hold Us Down (feat. Lil'Kim)               | Stripped                                     | 2003   | David LaChapelle                       |
| The Voice Within                                 | Stripped                                     | 2003   | David LaChapelle                       |
| Walk Away                                        | Stripped                                     | 2003   | Julia Knowles                          |
| Car Wash (feat. Missy Elliott)                   | Shark Tale Soundtrack                        | 2004   | Rich Newey                             |
| Tilt Ya Head Back (feat. Nelly)                  | Sweat                                        | 2004   | Little X                               |
| Tell Me (feat. P.Diddy)                          | Press Play                                   | 2006   | Erik White                             |
| Ain't No Other Man                               | Back to Basics                               | 2006   | Bryan Barber                           |
| Hurt                                             | Back to Basics                               | 2006   | Floria Sigismondi & Christina Aguilera |
| Candyman                                         | Back to Basics                               | 2007   | Matthew Rolston & Christina Aguilera   |
| Oh Mother                                        | Back to Basics                               | 2007   | Hamish Hamilton & Jamie King           |
| Save Me from Myself                              | Back to Basics                               | 2008   | Christina Aguilera                     |
| Keeps Gettin' Better                             | Keeps Gettin' Better: A Decade of Hits       | 2008   | Peter Berg                             |
| Not Myself Tonight                               | Bionic                                       | 2010   | Hype Williams                          |
| You Lost Me                                      | Bionic                                       | 2010   | Anthony Mandler                        |
| Moves Like Jagger (avec Maroon 5)                | Hands All Over                               | 2011   | Jonas Åkerlund                         |
| Your Body                                        | Lotus                                        | 2012   | Melina Matsoukas                       |
| Feel This Moment (feat. Pitbull)                 | Global Warming                               | 2012   | David Rousseau                         |
| Hoy Tengo Ganas de Ti (avec Alejandro Fernández) | Confidencias                                 | 2013   | Simón Brand                            |
| Say Something (avec A Great Big World)           | Is Anybody Out There?                        | 2013   | Christopher Sims                       |
| Change                                           | /                                            | 2016   |                                        |
| Accelerate (feat. Ty Dolla $ign & 2Chainz)       | Liberation                                   | 2018   | Zoey Grossman                          |
| Fall in Line (feat. Demi Lovato)                 | Liberation                                   | 2018   | Luke Gilford                           |